# BATE Baryssau
Der FK BATE Baryssau (belarussisch ФК БАТЭ Барысаў; russisch ФК БАТЭ Борисов/FK BATE Borissow, auch unter der englischen Schreibweise BATE Borisov bekannt) ist ein Fußballverein aus Baryssau, Belarus (russisch Borissow). Die Initialen BATE stehen für Baryssau Automobil- und Traktor-Elektrik. Der aktuelle Pokalsieger und Meister von 2018 ist mit fünfzehn Meistertiteln vor Dinamo Minsk die erfolgreichste Vereinsmannschaft im belarussischen Fußball.

## Geschichte

### Anfänge (1973–1997)
Der Klub wurde 1973 unter dem Namen Beresina Baryssau als Werksmannschaft der BATE-Fabrik gegründet. Nachdem man in der Ära der Sowjetunion eine Zeit lang auf regionaler Ebene vorne mitgespielt und 1974, 1976 sowie 1979 den regionalen Meistertitel errungen hatte, musste man ab 1985 unterklassig spielen. Somit startete der Verein nach der Loslösung von Belarus von der Sowjetunion in der dritten belarussischen Liga.
1993 beschloss der Verein, sich in Fomalgaut Baryssau umzubenennen. In der Saison 1994/95 gelang der Mannschaft der Aufstieg in die zweite Liga. Nachdem der Klub sich 1996 seinen heutigen Namen gab, schaffte er es 1997, sich als Tabellenzweiter für die erste Liga zu qualifizieren.

### Erste Meisterschaften und internationale Auftritte (1998–2005)
In der ersten Saison im Oberhaus gelang auf Anhieb der zweite Platz, somit war die Mannschaft berechtigt in der Qualifikation zum UEFA-Pokal zu starten. Bei ihrem ersten internationalen Auftritt stand die Mannschaft dem Team von Lokomotive Moskau gegenüber. Das Hinspiel vor heimischem Publikum wurde 1:7, das Rückspiel 0:5 verloren. In der folgenden Saison wurde der Klub zum ersten Mal belarussischer Meister, wobei er im gesamten Saisonverlauf nur eine Niederlage hinnehmen musste. Diese gab es am 6. Juli 1999 gegen FK Dinamo Minsk, als die Mannschaft mit 0:1 verlor. Mit dem Erfolg war die erste Teilnahme zur Qualifikation zur Champions League erreicht. Dort war in der ersten Qualirunde der FC Schirak Gjumri Gegner der Belarussen. Mit einem 1:1 im Hinspiel und einem 2:1-Heimsieg wurde die erste Hürde zur Teilnahme an der Endrunde überwunden. Allerdings kam die Mannschaft nicht über Helsingborgs IF in der zweiten Runde der Qualifikation hinaus, verlor dabei erst 0:3 und spielte anschließend 0:0.
Im Jahr 2000 wurde man erneut Vizemeister, anschließend gelang mit zwei Siegen von 2:1 und 4:0 über Dinamo Tiflis die Qualifikation zum UEFA-Pokal. Doch gleich im ersten Spiel war gegen die italienische AC Mailand Schluss. Nachdem das Hinspiel mit 0:2 verloren wurde, wurde das Team auf italienischem Rasen deutlich mit 0:4 besiegt. Da man 2001 nur Dritter in der Liga wurde, war die Mannschaft auf den Intertoto Cup angewiesen, um sich im großen internationalen Geschäft präsentieren zu können. Dabei kam es nach zwei Siegen von 1:0 und 2:0 über AB Gladsaxe zur ersten Auseinandersetzung mit einem deutschen Verein, dem TSV 1860 München. Am 7. Juli 2002 avancierte Kantsavy zum Mann des Tages. Schon in der 8. Minute für Biahanski eingewechselt, hatte er in der 23. Minute die Möglichkeit, durch einen Elfmeter sein Team auf die Siegerstraße zu führen, scheiterte allerdings an Simon Jentzsch. Allerdings überwand er diesen dann in der 74. Minute und schoss zum 1:0 aus Sicht seiner Mannschaft ein. Noch vor Spielende wurde Kantsavy wieder ausgewechselt. Das Ergebnis wurde über die Zeit gerettet. Das Rückspiel gestaltete sich deutlicher. BATE sicherte sich dabei durch Tore von Molash, Meronchyk, Shmihera und Aleh Strachanowitsch den 4:0-Erfolg über die Münchener. In der dritten Runde unterlag man jedoch dem FC Bologna mit 0:2 und 0:0.
Im Folgejahr qualifizierte sich BATE als Tabellenführer für das Entscheidungsspiel um die Meisterschaft, in dem der Tabellenzweite Njoman Hrodna mit 1:0 nach Verlängerung besiegt wurde. BATE war dadurch zur Teilnahme an der Champions-League-Qualifikation berechtigt. Dort unterlag man jedoch in der ersten Runde den Bohemians Dublin trotz 1:0-Hinspielsieg mit 0:3 im Rückspiel. 2003 wurde man Vizemeister und spielte in der Qualifikation zum UEFA-Pokal 2004/05. In der ersten Runde verlor man jedoch beide Spiele gegen Dinamo Tiflis mit 2:3 sowie 0:1. Es folgte im Jahr 2004 eine erneute Vizemeisterschaft und die erneute Chance, sich für den UEFA-Pokal zu qualifizieren. Nachdem man gegen Torpedo Kutaissi deutlich mit 1:0 und 5:0 siegte, unterlag man in der zweiten Qualifikationsrunde jedoch Krylja Sowetow Samara doppelt mit 0:2. Im Jahr 2005 verpasste man als Fünftplatzierter das internationale Geschäft gänzlich.

### Serienmeister und Auftritte in der Champions League (2006–2018)
Zur Saison 2006 gelang BATE Baryssau das erste Double aus Meisterschaft und Pokal. Nachdem man in den Saisons 2001/02 sowie 2004/05 jeweils im Finale unterlag, holte man sich den ersten Pokalsieg mit einem 3:1 nach Verlängerung über Schachzjor Salihorsk. Die Verteidigung des Meistertitels gelang im Folgejahr, im Pokalfinale scheiterte man aber erneut. Durch den Meistertitel von 2006 nahm der Klub an der Qualifikation zur UEFA Champions League 2007/08 teil. Nachdem man APOEL Nikosia und FH Hafnarfjörður überwand, scheiterte man in der abschließenden dritten Runde an Steaua Bukarest. Die Mannschaft nahm nichtsdestotrotz am UEFA-Pokal teil, unterlag aber in der ersten Runde dem FC Villarreal deutlich mit 1:4 sowie 0:2.
In der Saison 2008/09 gelang BATE über Valur Reykjavík, RSC Anderlecht und Lewski Sofia der erstmalige Einzug in die Gruppenphase der Champions League. In der dritten Qualifikationsrunde genügte dazu nach einem 1:0-Hinspielsieg beim bulgarischen Meister im Rückspiel zu Hause ein 1:1-Unentschieden. Dies war der bis dahin größte Erfolg des Vereins und zugleich der größte Erfolg einer belarussischen Fußball-Vereinsmannschaft seit der Unabhängigkeit des Landes. Mit Real Madrid, Juventus Turin und Zenit St. Petersburg vervollständigte BATE die Gruppe H des Wettbewerbs. Im ersten Gruppenspiel gegen den spanischen Hauptstadtverein verlor der Verein mit 0:2. Aufhorchen ließ das Team am 30. September 2008, als ihm ein 2:2 gegen Juventus Turin gelang. Neben den ersten beiden Toren in ihrer Champions-League-Geschichte war es auch der erste Punktgewinn im laufenden Wettbewerb. Die Tore erzielten Sergey Krivets und Igor Stasevich. Dabei ging die Mannschaft bis zur 23. Minute mit 2:0 in Führung, ehe Vincenzo Iaquinta mit einem Doppelschlag ausgleichen konnte. Gegen den UEFA-Cup-Sieger des Vorjahres aus St. Petersburg holten die Belarussen den nächsten Punkt. Wieder lag die Mannschaft durch einen Treffer von Pawel Njachajtschyk in Führung, konnte diese bis zur 80. Minute halten, musste dann aber den Ausgleich durch Fatih Tekke hinnehmen. Den letzten Punktgewinn gab es am letzten Spieltag, dem 10. Dezember 2008. Wieder war es Juventus Turin, das den Außenseiter nicht besiegen konnte. Mit drei Unentschieden, drei Niederlagen und einem Torverhältnis von 3:8 schied die Mannschaft nach sechs Spielen als Tabellenletzter aus dem Turnier aus.
Obwohl die Mannschaft sich vom internationalen Geschäft verabschiedete, hatte sie zuvor im November die nationale Meisterschaft verteidigen und den dritten Titel in Folge gewinnen können. Dabei sicherte sich das Team durch einen 2:1-Sieg gegen Torpedo Schodsina zwei Spieltage vor Saisonschluss den Titel. In 30 Begegnungen holte die Mannschaft 67 Punkte und verlor nur eine Partie. Mit zehn Unentschieden hatte sie doppelt so viele wie der zweitplatzierte FK Dinamo Minsk. Mit jeweils 16 Treffern waren Henads Blisnjuk und Wital Radsiwonau die Toptorschützen ihrer Mannschaft sowie ihrer Liga. Es folgten zwei weitere Meistertitel in den Jahren 2009 und 2010, sowie der Sieg im Pokal der Saison 2009/10 und der erste Sieg im belarussischen Supercup. Die Champions-League-Qualifikation gelang aber vorerst nicht. Nach einem deutlichen Durchkommen gegen Makedonija Skopje, scheiterte man in der dritten Runde aufgrund der Auswärtstorregel am lettischen FK Ventspils. In der Europa League – dem Nachfolger des UEFA-Pokals – unterlag man in der Playoff-Runde Litex Lowetsch mit 0:1 im Hinspiel, siegte jedoch im Rückspiel mit 4:0 und qualifizierte sich so für die Gruppenphase. Dort wurde man in eine sehr schwierige Gruppe I mit Benfica Lissabon, dem FC Everton und AEK Athen geschleust. Gegen Benfica blieb man ohne Erfolg, die anderen beiden Vereine konnten jeweils einmal geschlagen werden. Gegen die Athener setzte es zudem ein Remis. Als Drittplatzierter mit sieben Punkten schied man jedoch aus.
Auch in der Saison 2010/11 gelang die Qualifikation zur Champions League nicht. Erneut besiegte man FH Hafnarfjörður deutlich mit 5:1 und 1:0, unterlag jedoch in der dritten Runde dem FC Kopenhagen nach einem 0:0 mit 2:3. Gegen Marítimo Funchal konnte man sich mit 3:0 und 2:1 aber zumindest die Teilnahme an der Gruppenphase der Europa League sichern. Zusammen mit Dynamo Kiew, AZ Alkmaar und Sheriff Tiraspol ging es für BATE in die Gruppe E. Dort holte man zehn Punkte und wurde hinter dem ukrainischen Hauptstadtverein Zweiter. Der Einzug in die K.O.-Runde war der nächste größte Erfolg eines belarussischen Vereins, der durch BATE erzielt wurde. Im Sechzehntelfinale traf man auf Paris Saint-Germain, gegen das es zwei Remis von 2:2 und 0:0 gab. Aufgrund der Auswärtstorregel schieden die Belarussen aber aus.
In der Saison 2011/12 kämpfte BATE, nachdem der nordirische Linfield FC und Ekranas Panevėžys aus Litauen in den Qualifikationsrunden bezwungen worden waren, gegen den SK Sturm Graz in der Play-off-Runde um den Einzug in die Gruppenphase der Champions League. Das Hinspiel in Minsk endete mit 1:1 unentschieden; das Rückspiel in Graz konnte BATE mit 2:0 für sich entscheiden. Die Gegner in der Gruppe H waren der FC Barcelona, die AC Mailand und Viktoria Pilsen. Lediglich am ersten Spieltag in Pilsen (1:1) sowie am vierten Spieltag gegen Mailand (1:1) gelangen Punktgewinne, die restlichen Spiele wurden verloren, und BATE schied mit nur zwei Zählern aus sechs Spielen als Gruppenletzter aus. Im November 2011 sicherte sich der Verein seinen sechsten Meistertitel am Stück und in weiterer Folge seinen dritten Supercup-Titel.
In der Saison 2012/13 kämpfte BATE, nachdem Nordmazedoniens Rekordverein Vardar Skopje und Debreceni VSC aus Ungarn in den Qualifikationsrunden bezwungen worden waren, gegen Hapoel Ironi Kirjat Schmona in der Play-off-Runde um den Einzug in die Gruppenphase der Champions League. Das Hinspiel in Minsk endete 2:0, das Rückspiel in Israel 1:1. Als Gegner in der Gruppe F wurden der OSC Lille, der Vorjahresfinalist FC Bayern München und der FC Valencia zugelost. Bereits am ersten Spieltag konnte mit einem 3:1 in Villeneuve-d’Ascq gegen den OSC Lille überraschend der erste Sieg in der Champions-League-Gruppenphase eingefahren werden. Da das damalige Vereinsstadion in Baryssau für Champions-League-Spiele nicht zugelassen war, fand das zweite Spiel gegen den FC Bayern München im Dinamo-Stadion in Minsk statt und wurde mit 3:1 ebenfalls gewonnen. Am 23. Oktober 2012 kassierte Baryssau die erste Niederlage, ein 0:3 gegen Valencia. Die Gruppenphase schloss BATE nach einer 1:4-Niederlage gegen Bayern München mit dem dritten Platz ab, wodurch der internationale Auftritt in der Zwischenrunde der Europa League fortgesetzt wurde. Dort schieden sie gegen Fenerbahçe Istanbul aus, da sie, nachdem sich beide im Hinspiel mit einem 0:0 getrennt hatten, in Istanbul mit 0:1 unterlagen.
Nach dem siebten Meistertitel in Folge aus dem Jahr 2012 spielte BATE auch um die Qualifikation zur UEFA Champions League 2013/14. Dort verlor man jedoch beide Spiele der ersten Runde gegen Schachtjor Qaraghandy doppelt mit 0:1. Im selben Jahr wurde man zum zehnten Mal Meister sowie zum vierten Mal Supercup-Sieger. Anschließend qualifizierte man sich auch über KF Skënderbeu Korça, Debreceni VSC und ŠK Slovan Bratislava für die Champions League. BATE spielte mit dem FC Porto, Schachtar Donezk und Athletic Bilbao in der Gruppe H. Abgesehen von einem 2:1-Sieg über Bilbao verlor BATE jedoch alle Spiele ohne ein eigenes Tor und wurde mit 24 Gegentoren Gruppenletzter. Noch vor dem letzten Gruppenspiel wurde der Verein zum neunten Mal in Folge belarussischer Meister und gewann auch den Supercup.
In der Qualifikation zur UEFA Champions League 2015/16 bestand BATE Baryssau jede Runde nur knapp. Zuerst bestand man gegen den Dundalk FC mit 2:1 und 0:0. Es folgten ein 1:1 und ein 1:0 gegen den Fehérvár FC. In der Playoff-Runde schlug man Partizan Belgrad im Hinspiel mit 1:0, verlor aber im Rückspiel mit 1:2. Die Auswärtstorregel berechtigte jedoch zur Teilnahme an der Gruppenphase. Dabei musste man in Gruppe E gegen den FC Barcelona, Bayer 04 Leverkusen und die AS Rom bestehen. Am zweiten Spieltag gelang ein beachtlicher 3:2-Heimsieg gegen die Römer, wobei man fast eine 3:0-Führung aus der ersten Hälfte verspielt hätte. An den letzten Spieltagen gab es noch jeweils ein Remis gegen Leverkusen (1:1) und die AS Rom (0:0). Fünf Punkte reichten allerdings nicht, um über den letzten Platz hinauszukommen. Im Jahr 2015 gewann BATE seinen zehnten Meistertitel am Stück und noch dazu seinen sechsten Supercup. Es folgte im Frühjahr 2016 die erste Teilnahme an einem Pokal-Endspiel seit sechs Jahren. Dort unterlag man jedoch Torpedo Schodsina nach einem 0:0 im Elfmeterschießen.
BATE verpasste in der Saison 2016/17 das internationale Geschäft trotz Meistertitel zur Gänze. Nach einem 2:0-Sieg und einem 2:2-Remis in der zweiten Qualifikationsrunde zur Champions League gegen Seinäjoen JK kam es zum Wiedersehen mit dem Dundalk FC. Obwohl man im Hinspiel 1:0 siegte, setzte es eine 0:3-Niederlage im Rückspiel. Auch in der Europa-League-Qualifikation kam man nicht durch und holte sich gegen den FK Astana eine 0:2-Niederlage und ein 2:2-Remis ab. BATE wurde im Jahr 2016 das elfte Mal in Folge Meister und gewann zum siebten Mal in acht Jahren den belarussischen Supercup.
Zur Saison 2017/18 kehrte der Verein aus Baryssau ins internationale Geschäft zurück. Zwar verspielte man die Champions-League-Qualifikation gegen Slavia Prag knapp (0:1 a; 2:1 h), jedoch nahm man nach einem knappen Erfolg über FK Oleksandrija an der Gruppenphase der Europa League teil. In Gruppe H traf man auf den FC Arsenal, Roter Stern Belgrad und den FC Köln. Zwar gelangen gegen die Kölner ein 1:0-Heimerfolg sowie zwei Remis gegen den serbischen Rekordmeister, jedoch nahm man teilweise schwere Niederlagen im Kauf. Erneut reichten fünf Punkte nicht, um über Platz 4 hinauszukommen und ein frühes Ausscheiden zu verhindern. BATE wurde zum zwölften Mal in Folge belarussischer Meister, wobei man gegenüber dem punktgleichen Dinamo Minsk die bessere Tordifferenz hatte. Man verlor jedoch die Endspiele im Pokal (2:3) und im Supercup (1:2), die beide gegen Dynamo Brest stattfanden.
BATE konnte in der Champions-League-Qualifikation der Saison 2018/19 nach knappen Siegen über HJK Helsinki (0:0 h; 2:1 a) und Qarabağ Ağdam (1:0 a; 1:1 h) erstmals seit vier Jahren wieder die Playoff-Runde erreichen. Dort scheiterte man jedoch deutlich an der PSV Eindhoven (2:3 h; 0:3 a). Daher nahm der Verein in Gruppe L der Europa League teil. Dort musste man gegen den FC Chelsea, den Fehérvár FC und PAOK Thessaloniki antreten. Mit drei Siegen (zwei gegen Fehérvár und einer gegen PAOK) erreichte BATE den zweiten Platz und nahm damit erstmals seit sechs Jahren an einer K.O.-Runde teil. Noch zuvor konnte sich BATE seinen dreizehnten Meistertitel am Stück sichern. Im Sechzehntelfinale kam es zum Wiedersehen mit dem FC Arsenal. Auf einen Achtungserfolg im Hinspiel, das man zuhause 1:0 gewann, folgte eine 0:3-Niederlage im Rückspiel. Erneut setzte es im Supercup eine Niederlage gegen Dynamo Brest, diesmal ein 1:3.

### Gegenwart (seit 2019)
Zur Saison 2019/20 gelang erneut keine Qualifikation für einen europäischen Wettbewerb. Bei den Qualifikationsspielen zur Champions League besiegte man Piast Gliwice (1:1 h; 2:1 a), unterlag jedoch in der zweiten Runde Rosenborg Trondheim trotz 2:1-Hinspielsieg mit 0:2. In der Qualifikation zur Europa League bestand man gegen den FK Sarajevo (2:1 a; 0:0 h), gab sich in der Playoff-Runde jedoch erneut dem FK Astana geschlagen. Dabei hätte man die 0:3-Niederlage aus dem Hinspiel fast wettgemacht, siegte im Rückspiel aber nur mit 2:0. Der belarussische Fußball erlebte daraufhin sein blaues Wunder, als BATE nach 13 aufeinanderfolgenden Meistertiteln Zweiter wurde und die Meisterschaft des Jahres 2019 an Dynamo Brest ging. Dafür besiegte man den amtierenden Meister im Pokalfinale mit 1:0 und sicherte sich so den ersten Pokaltitel seit zehn Jahren. Bedingt durch die COVID-19-Pandemie wurde jede Qualifikationsrunde der UEFA Europa League 2020/21 auf ein Spiel reduziert. BATE verlor in diesem einen Spiel mit 0:2 gegen ZSKA Sofia. Mit einem 0:0 am letzten Spieltag gegen Dinamo Minsk vergab BATE den Meistertitel an Schachzjor Salihorsk, gegen das man im Supercup nach einem 0:0 im Elfmeterschießen verlor. Es war innerhalb von vier Jahren die dritte Supercup-Niederlage in Folge. Dem Verein gelang dafür aber die Verteidigung des Pokals, als man den FK Islatsch mit 2:1 bezwang.
Für den Verein war die Chance gegeben, um sich erstmals für die neue UEFA Europa Conference League zu qualifizieren. Jedoch unterlag man schon im ersten Aufeinandertreffen Dinamo Batumi nach einem 1:0-Auswärtssieg mit 1:4 im Rückspiel zuhause. Der Verein wurde erneut Vizemeister, sicherte sich aber den achten Erfolg im Supercup. In der Conference-League-Qualifikation unterlag man dem türkischen Verein Konyaspor mit 0:3 und 0:2. Die Leistungen des Vereins flachten in allen Bereichen immer mehr ab. Der dritte Platz in der belarussischen Liga war der schlechteste seit 2005. Der Verein nahm trotzdem an der Champions-League-Qualifikation teil, da sowohl der Meister Schachzjor Salihorsk als auch der Vizemeister FK Enerhetyk-BDU Minsk aufgrund von Spielmanipulation keine UEFA-Lizenz erhalten hatten. BATE durfte daher in die Champions-League-Qualifikation nachrücken. Der Verein überstand zwar die erste Runde gegen Partizani Tirana (1:1 a; 2:0 h), verlor aber anschließend jede weitere Qualifikationsrunde deutlich. Gegen Aris Limassol verlor man mit 5:11 im Gesamtergebnis (2:6 a; 3:5 h), gegen Sheriff Tiraspol mit 3:7 (1:5 a; 2:2 h) und gegen den KF Ballkani mit 2:5 (1:4 a; 1:0 h). Der Verein beendete die belarussische Liga im Jahr 2023 als Fünftplatzierter trotz besserer Tordifferenz gegenüber dem punktgleichen FK Islatsch, gegen den jedoch der direkte Vergleich verloren ging, und verpasste damit erstmals seit 18 Jahren die Qualifikationsspiele eines europäischen Wettbewerbs.
Die Saison 2024 war bei Baryssau von großer Inkonstanz geprägt. Mit 40 Punkten, einer neutralen Tordifferenz und Platz 8 beendete man die bisher schlechteste Liga-Saison der Vereinsgeschichte. Damit verpasste BATE erstmals seit 18 Jahren die Qualifikationsspiele für den Europapokal.

## Erfolge

### National
- Belarussische Meisterschaft (als regionaler Titel der Sowjetunion) (3): 1974, 1976, 1979
- Belarussischer Meister (15): 1999, 2002, 2006, 2007, 2008, 2009, 2010, 2011, 2012, 2013, 2014, 2015, 2016, 2017, 2018
- Belarussischer Pokal:
  - Sieger (5): 2005/06, 2009/10, 2014/15, 2019/20, 2020/21
  - Finalist (5): 2001/02, 2004/05, 2006/07, 2015/16, 2017/18
- Belarussischer Supercupsieger (8): 2010, 2011, 2013, 2014, 2015, 2016, 2017, 2022

### International
- Gruppenphase in der Champions League (5): 2008/09, 2011/12, 2012/13, 2014/15, 2015/16
- Sechzehntelfinale in der Europa League (3): 2010/11, 2012/13, 2018/19

## Spieler
- Wital Kutusau (1998–2001)
- Aljaksandr Hleb (1999–2000, 2012–2013, 2015–2016, 2016)
- Henads Blisnjuk (2005–2008)
- Wital Radsiwonau (2006–2017)
- Hovhannes Goharjan (2009–2010)
- Ihar Schytau (2009–2011)
- Mateja Kežman (2011)

## Trainer
- Juri Puntus (Januar 1996 – Dezember 2004)
- Ihor Kriuschenko (Januar 2005 – November 2007)
- Wiktar Hantscharenka (November 2007 – Oktober 2013)
- Alexander Ermakowitsch (Oktober 2013 – Dezember 2017)
- Oleh Dulub (Januar 2018 – Juni 2018)
- Alexej Baga (Juni 2018 – Dezember 2019)
- Kirill Alschewskij (Dezember 2019 – September 2020)
- Alexander Lisowskij (September 2020 – Dezember 2020)
- Witali Schukowskij (Januar 2021 – Dezember 2021)
- Alexander Michailow (Januar 2022 – August 2022)
- Sergej Senewitsch (August 2022 – Oktober 2022)
- Kirill Alschewskij (Oktober 2022 – Dezember 2023)
- Ihor Kruischenko (seit Januar 2024)

## Europapokalbilanz
| Saison    | Wettbewerb                    | Runde                  | Gegner                      | Gesamt    | Hin     | Rück          |
| --------- | ----------------------------- | ---------------------- | --------------------------- | --------- | ------- | ------------- |
| 1999/2000 | UEFA-Pokal                    | Qualifikation          | Lokomotive Moskau           | 1:12      | 1:7 (H) | 0:5 (A)       |
| 2000/01   | UEFA Champions League         | 1. Qualifikationsrunde | FC Schirak Gjumri           | 3:2       | 1:1 (A) | 2:1 (H)       |
| 2000/01   | UEFA Champions League         | 2. Qualifikationsrunde | Helsingborgs IF             | 0:3       | 0:0 (A) | 0:3 (H)       |
| 2001/02   | UEFA-Pokal                    | Qualifikation          | FC Dinamo Tiflis            | 5:2       | 1:2 (A) | 4:0 (H)       |
| 2001/02   | UEFA-Pokal                    | 1. Runde               | AC Mailand                  | 0:6       | 0:2 (H) | 0:4 (A)       |
| 2002      | UEFA Intertoto Cup            | 1. Runde               | AB Gladsaxe                 | 3:0       | 1:0 (H) | 2:0 (A)       |
| 2002      | UEFA Intertoto Cup            | 2. Runde               | TSV 1860 München            | 5:0       | 1:0 (A) | 4:0 (H)       |
| 2002      | UEFA Intertoto Cup            | 3. Runde               | FC Bologna                  | 0:2       | 0:2 (A) | 0:0 (H)       |
| 2003/04   | UEFA Champions League         | 1. Qualifikationsrunde | Bohemians Dublin            | 1:3       | 1:0 (H) | 0:3 (A)       |
| 2004/05   | UEFA-Pokal                    | 1. Qualifikationsrunde | FC Dinamo Tiflis            | 2:4       | 2:3 (H) | 0:1 (A)       |
| 2005/06   | UEFA-Pokal                    | 1. Qualifikationsrunde | FC Torpedo Kutaissi         | 6:0       | 1:0 (A) | 5:0 (H)       |
| 2005/06   | UEFA-Pokal                    | 2. Qualifikationsrunde | Krylja Sowetow Samara       | 0:4       | 0:2 (A) | 0:2 (H)       |
| 2007/08   | UEFA Champions League         | 1. Qualifikationsrunde | APOEL Nikosia               | 3:2       | 0:2 (A) | 3:0 n. V. (H) |
| 2007/08   | UEFA Champions League         | 2. Qualifikationsrunde | FH Hafnarfjörður            | 4:2       | 3:1 (A) | 1:1 (H)       |
| 2007/08   | UEFA Champions League         | 3. Qualifikationsrunde | Steaua Bukarest             | 2:4       | 2:2 (H) | 0:2 (A)       |
| 2008/09   | UEFA Champions League         | 1. Qualifikationsrunde | Valur Reykjavík             | 3:0       | 2:0 (H) | 1:0 (A)       |
| 2008/09   | UEFA Champions League         | 2. Qualifikationsrunde | RSC Anderlecht              | 4:3       | 2:1 (A) | 2:2 (H)       |
| 2008/09   | UEFA Champions League         | 3. Qualifikationsrunde | Lewski Sofia                | 2:1       | 1:0 (A) | 1:1 (H)       |
| 2008/09   | UEFA Champions League         | Gruppenphase           | Real Madrid                 | 0:3       | 0:2 (A) | 0:1 (H)       |
| 2008/09   | UEFA Champions League         | Gruppenphase           | Juventus Turin              | 2:2       | 2:2 (H) | 0:0 (A)       |
| 2008/09   | UEFA Champions League         | Gruppenphase           | Zenit St. Petersburg        | 1:3       | 1:1 (A) | 0:2 (H)       |
| 2009/10   | UEFA Champions League         | 2. Qualifikationsrunde | Makedonija Skopje           | 4:0       | 2:0 (A) | 2:0 (H)       |
| 2009/10   | UEFA Champions League         | 3. Qualifikationsrunde | FK Ventspils                | (a)2:2(a) | 0:1 (A) | 2:1 (H)       |
| 2009/10   | UEFA Europa League            | Play-offs              | Litex Lowetsch              | 4:1       | 0:1 (A) | 4:0 n. V. (H) |
| 2009/10   | UEFA Europa League            | Gruppenphase           | Benfica Lissabon            | 1:4       | 0:2 (A) | 1:2 (H)       |
| 2009/10   | UEFA Europa League            | Gruppenphase           | FC Everton                  | 2:2       | 1:2 (H) | 0:1 (A)       |
| 2009/10   | UEFA Europa League            | Gruppenphase           | AEK Athen                   | 4:3       | 2:1 (H) | 2:2 (A)       |
| 2010/11   | UEFA Champions League         | 2. Qualifikationsrunde | FH Hafnarfjörður            | 6:1       | 5:1 (H) | 1:0 (A)       |
| 2010/11   | UEFA Champions League         | 3. Qualifikationsrunde | FC Kopenhagen               | 2:3       | 0:0 (H) | 2:3 (A)       |
| 2010/11   | UEFA Europa League            | Play-offs              | Marítimo Funchal            | 5:1       | 3:0 (H) | 2:1 (A)       |
| 2010/11   | UEFA Europa League            | Gruppenphase           | Dynamo Kiew                 | 3:6       | 2:2 (A) | 1:4 (A)       |
| 2010/11   | UEFA Europa League            | Gruppenphase           | AZ Alkmaar                  | 4:4       | 4:1 (H) | 0:3 (A)       |
| 2010/11   | UEFA Europa League            | Gruppenphase           | Sheriff Tiraspol            | 4:1       | 1:0 (A) | 3:1 (H)       |
| 2010/11   | UEFA Europa League            | Sechzehntelfinale      | Paris Saint-Germain         | (a)2:2(a) | 2:2 (H) | 0:0 (A)       |
| 2011/12   | UEFA Champions League         | 2. Qualifikationsrunde | Linfield FC                 | 3:1       | 1:1 (A) | 2:0 (H)       |
| 2011/12   | UEFA Champions League         | 3. Qualifikationsrunde | Ekranas Panevėžys           | 3:1       | 0:0 (A) | 3:1 (H)       |
| 2011/12   | UEFA Champions League         | Play-offs              | SK Sturm Graz               | 3:1       | 1:1 (H) | 2:0 (A)       |
| 2011/12   | UEFA Champions League         | Gruppenphase           | Viktoria Pilsen             | 1:2       | 1:1 (A) | 0:1 (H)       |
| 2011/12   | UEFA Champions League         | Gruppenphase           | FC Barcelona                | 0:9       | 0:5 (H) | 0:4 (A)       |
| 2011/12   | UEFA Champions League         | Gruppenphase           | AC Mailand                  | 1:3       | 0:2 (A) | 1:1 (H)       |
| 2012/13   | UEFA Champions League         | 2. Qualifikationsrunde | Vardar Skopje               | 3:2       | 3:2 (H) | 0:0 (A)       |
| 2012/13   | UEFA Champions League         | 3. Qualifikationsrunde | Debreceni Vasutas SC        | 3:1       | 1:1 (H) | 2:0 (A)       |
| 2012/13   | UEFA Champions League         | Play-offs              | Hapoel Ironi Kirjat Schmona | 3:1       | 2:0 (H) | 1:1 (A)       |
| 2012/13   | UEFA Champions League         | Gruppenphase           | OSC Lille                   | 3:3       | 3:1 (A) | 0:2 (H)       |
| 2012/13   | UEFA Champions League         | Gruppenphase           | FC Bayern München           | 4:5       | 3:1 (H) | 1:4 (A)       |
| 2012/13   | UEFA Champions League         | Gruppenphase           | FC Valencia                 | 2:7       | 0:3 (H) | 2:4 (A)       |
| 2012/13   | UEFA Europa League            | Sechzehntelfinale      | Fenerbahçe Istanbul         | 0:1       | 0:0 (A) | 0:1 (H)       |
| 2013/14   | UEFA Champions League         | 2. Qualifikationsrunde | Schachtjor Qaraghandy       | 0:2       | 0:1 (H) | 0:1 (A)       |
| 2014/15   | UEFA Champions League         | 2. Qualifikationsrunde | KF Skënderbeu Korça         | (a)1:1(a) | 0:0 (H) | 1:1 (A)       |
| 2014/15   | UEFA Champions League         | 3. Qualifikationsrunde | Debreceni Vasutas SC        | 3:2       | 0:1 (A) | 3:1 (H)       |
| 2014/15   | UEFA Champions League         | Play-offs              | ŠK Slovan Bratislava        | 4:1       | 1:1 (A) | 3:0 (H)       |
| 2014/15   | UEFA Champions League         | Gruppenphase           | FC Porto                    | 0:9       | 0:6 (A) | 0:3 (H)       |
| 2014/15   | UEFA Champions League         | Gruppenphase           | Athletic Bilbao             | 2:3       | 2:1 (H) | 0:2 (A)       |
| 2014/15   | UEFA Champions League         | Gruppenphase           | Schachtar Donezk            | 0:12      | 0:7 (H) | 0:5 (A)       |
| 2015/16   | UEFA Champions League         | 2. Qualifikationsrunde | Dundalk FC                  | 2:1       | 2:1 (H) | 0:0 (A)       |
| 2015/16   | UEFA Champions League         | 3. Qualifikationsrunde | Fehérvár FC                 | 2:1       | 1:1 (A) | 1:0 (H)       |
| 2015/16   | UEFA Champions League         | Play-offs              | Partizan Belgrad            | (a)2:2(a) | 1:0 (H) | 1:2 (A)       |
| 2015/16   | UEFA Champions League         | Gruppenphase           | Bayer 04 Leverkusen         | 2:5       | 1:4 (A) | 1:1 (H)       |
| 2015/16   | UEFA Champions League         | Gruppenphase           | AS Rom                      | 3:2       | 3:2 (H) | 0:0 (A)       |
| 2015/16   | UEFA Champions League         | Gruppenphase           | FC Barcelona                | 0:5       | 0:2 (H) | 0:3 (A)       |
| 2016/17   | UEFA Champions League         | 2. Qualifikationsrunde | Seinäjoen JK                | 4:2       | 2:0 (H) | 2:2 (A)       |
| 2016/17   | UEFA Champions League         | 3. Qualifikationsrunde | Dundalk FC                  | 1:3       | 1:0 (H) | 0:3 (A)       |
| 2016/17   | UEFA Europa League            | Play-offs              | FK Astana                   | 2:4       | 0:2 (A) | 2:2 (H)       |
| 2017/18   | UEFA Champions League         | 2. Qualifikationsrunde | Armenien                    | 4:2       | 1:1 (H) | 3:1 (A)       |
| 2017/18   | UEFA Champions League         | 3. Qualifikationsrunde | Slavia Prag                 | (a)2:2(a) | 0:1 (A) | 2:1 (H)       |
| 2017/18   | UEFA Europa League            | Play-offs              | FK Oleksandrija             | 3:2       | 1:1 (H) | 1:2 (A)       |
| 2017/18   | UEFA Europa League            | Gruppenphase           | FK Roter Stern Belgrad      | 1:1       | 1:1 (A) | 0:0 (H)       |
| 2017/18   | UEFA Europa League            | Gruppenphase           | FC Arsenal                  | 2:10      | 2:4 (H) | 0:6 (A)       |
| 2017/18   | UEFA Europa League            | Gruppenphase           | 1. FC Köln                  | 3:5       | 1:0 (H) | 2:5 (A)       |
| 2018/19   | UEFA Champions League         | 2. Qualifikationsrunde | HJK Helsinki                | 2:1       | 0:0 (H) | 2:1 (A)       |
| 2018/19   | UEFA Champions League         | 3. Qualifikationsrunde | Qarabağ Ağdam               | 2:1       | 1:0 (A) | 1:1 (H)       |
| 2018/19   | UEFA Champions League         | Play-offs              | PSV Eindhoven               | 2:5       | 2:3 (H) | 0:3 (A)       |
| 2018/19   | UEFA Europa League            | Gruppenphase           | Fehérvár FC                 | 4:0       | 2:0 (A) | 2:0 (H)       |
| 2018/19   | UEFA Europa League            | Gruppenphase           | PAOK Thessaloniki           | 3:4       | 1:4 (H) | 3:1 (A)       |
| 2018/19   | UEFA Europa League            | Gruppenphase           | FC Chelsea                  | 1:4       | 1:3 (A) | 0:1 (H)       |
| 2018/19   | UEFA Europa League            | Sechzehntelfinale      | FC Arsenal                  | 1:3       | 1:0 (H) | 0:3 (A)       |
| 2019/20   | UEFA Champions League         | 1. Qualifikationsrunde | Piast Gliwice               | 3:2       | 1:1 (H) | 2:1 (A)       |
| 2019/20   | UEFA Champions League         | 2. Qualifikationsrunde | Rosenborg Trondheim         | 2:3       | 2:1 (H) | 0:2 (A)       |
| 2019/20   | UEFA Europa League            | 3. Qualifikationsrunde | FK Sarajevo                 | 2:1       | 2:1 (A) | 0:0 (H)       |
| 2019/20   | UEFA Europa League            | Play-offs              | FK Astana                   | 2:3       | 0:3 (A) | 2:0 (H)       |
| 2020/21   | UEFA Europa League            | 2. Qualifikationsrunde | ZSKA Sofia                  | 0:2       | 0:2 (A) | 0:2 (A)       |
| 2021/22   | UEFA Europa Conference League | 2. Qualifikationsrunde | FC Dinamo Batumi            | 2:4       | 0:1 (A) | 1:4 (H)       |
| 2022/23   | UEFA Europa Conference League | 2. Qualifikationsrunde | Konyaspor                   | 0:5       | 0:3 (H) | 0:2 (A)       |
| 2023/24   | UEFA Champions League         | 1. Qualifikationsrunde | FK Partizani Tirana         | 3:1       | 1:1 (A) | 2:0 (H)       |
| 2023/24   | UEFA Champions League         | 2. Qualifikationsrunde | Aris Limassol               | 5:11      | 2:6 (A) | 3:5 (H)       |
| 2023/24   | UEFA Europa League            | 3. Qualifikationsrunde | Sheriff Tiraspol            | 3:7       | 1:5 (A) | 2:2 (H)       |
| 2023/24   | UEFA Europa Conference League | Play-offs              | KF Ballkani                 | 2:4       | 1:4 (A) | 1:0 (H)       |

Legende: (H) – Heimspiel, (A) – Auswärtsspiel, (N) – neutraler Platz, (a) – Auswärtstorregel, (i. E.) – im Elfmeterschießen, (n. V.) – nach Verlängerung